# MBank
mBank is een beursgenoteerde Poolse bank met de zetel in Warschau.
Deze bank is opgericht in 1986 als BRE Bank (Bank Rozwoju Eksportu, export ontwikkelingsbank); de nieuwe naam kwam in 2013. Het bedrijf is actief in drie landen: Polen, Tsjechië en Slowakije. mBank komt in de Poolse aandelenindex WIG 20 voor. De belangrijkste aandeelhouder is de Duitse Commerzbank.

## mBank groep[2]
De mBank groep bestaat uit:
- mAccelerator
- mLeasing - leasemaatschappij
- mFaktoring
- mBank Hipoteczny - de grootste hypotheekbank in Polen
- mCorporate Finance - een bedrijf dat diensten levert op het gebied van investment banking
- mFinanse (voorheen Aspiro) - financiële instelling
- mFinance France